# Anthocephala
Genre
Anthocephala est un genre de colibris de la sous-famille des Trochilinae et de la tribu des Trochilini.

## Taxinomie
À la suite des travaux menés par Lozano-Jaramillo et al. (2014), l'espèce est divisée en deux, chacune des deux sous-espèces devenant une espèce séparée. La sous-espèce berlepschi devient Anthocephala berlepschi, et la sous-espèce floriceps devient Anthocephala floriceps (article ci-contre). Quand ces deux sous-espèces formaient un seul et même taxon, il était connu en tant que Colibri à tête rose.

### Liste des espèces
D'après la classification de référence (version 5.1, 2015) du Congrès ornithologique international (ordre phylogénique) :
- Anthocephala floriceps – Colibri à tête rose
- Anthocephala berlepschi – Colibri du Tolima